# Bill Malley
Bill Malley (* 22. Dezember 1934 in Los Angeles, Kalifornien; † 1. September 2023 in Nevada) war ein US-amerikanischer Szenenbildner und Artdirector.

## Leben
Bill Nathaniel Malley begann seine Karriere im Filmstab 1967 als Artdirector beim Fernsehen. Sein erster Spielfilm als Szenenbildner war William Friedkins Horrorfilm Der Exorzist, für den er 1974 zusammen mit Jerry Wunderlich für den Oscar in der Kategorie Bestes Szenenbild nominiert war. Die Auszeichnung ging in diesem Jahr jedoch an den Filmklassiker Der Clou.
Vor allem in den 1980er Jahren wirkte Malley an einer Reihe Hollywoodproduktionen mit, darunter Meine liebe Rabenmutter, Ein Richter sieht rot und Protocol – Alles tanzt nach meiner Pfeife. Er war daneben auch für das Fernsehen tätig, und arbeitete unter anderem an zahlreichen Fernsehfilmen sowie den Serien Sliders – Das Tor in eine fremde Dimension, Pensacola – Flügel aus Stahl und Seven Days – Das Tor zur Zeit. Für sein Wirken am Fernsehfilm Amelia Earhart – Der letzte Flug war er 1995 für den CableACE Award nominiert.
Er verstarb am 11. September 2023 in Nevada.

## Filmografie (Auswahl)
- 1973: Der Exorzist (The Exorcist)
- 1976: Liebe und andere Verbrechen (Alex & the Gypsy)
- 1978: Teufelskreis Alpha (The Fury)
- 1980: Die Schläger von Brooklyn (Defiance)
- 1981: Meine liebe Rabenmutter (Mommie Dearest)
- 1983: Ein Richter sieht rot (The Star Chamber)
- 1984: Protocol – Alles tanzt nach meiner Pfeife (Protocol)

## Nominierungen (Auswahl)
- 1974: Oscar-Nominierung in der Kategorie Bestes Szenenbild für Der Exorzist